# Finistère
Finistère ( fransk udtale ?) er et fransk departement i regionen Bretagne. Hovedbyen er Quimper, og departementet har 852.418 indbyggere (1999).
Der er 5 arrondissementer, 27 kantoner og 279 kommuner i Finistère.
48°15′N 4°00′V / 48.25°N 4°V